# Lyonsia californica
Lyonsia californica är en musselart som beskrevs av Conrad 1837. Lyonsia californica ingår i släktet Lyonsia och familjen Lyonsiidae. Inga underarter finns listade i Catalogue of Life.